# Tim McInnerny
Timothy L. "Tim" McInnerny (* 18. září 1956) je britský herec. Známý pro ztvárnění Lorda Percyho Percyho a Kapitána Darling (Drahouše) v seriálu Černá zmije.

## Životopis
McInnerny se narodil v Chedle Hulme, Cheshire Williamu Ronaldu McInnernyemu a Mary Joan (rozené Gibbings). Dětství strávil v Cheadle Hulme a Stroud, Gloucestershire. Navštěvoval Marling School, Stroud a Wadham College, Oxford.

## Kariéra
Jednou z McInnernyho prvních rolí byl mumlající šlechtic Lord Percy Percy v první řadě Černé zmije z roku 1983 a následně v druhé sérii. Účast na třetí sérii odmítl z obavy, že by pro něj bylo problematické získat obsazení v jiném typu charakteru. Přesto se objevil jako host v jedné z epizod třetí série. Ve čtvrté sérii se opět připojil k obsazení seriálu jako Kapitán Kevin Darling (Drahouš), zbabělý asistent Generála Melchetta, postavy ztvárněné Stephanem Fryem. Spolu s Rowanem Attkinsonem a Tony Robinsonem je jediným hercem, který se objevil ve všech čtyřech řadách seriálu, ač ve třetí řadě pouze epizodně.
McInnerny hrál v několika filmech Městečko Wetherby, 101 dalmatinů, kde si zahrál s Hughem Lauriem, kolegou z Černé zmije, a v Notting Hill, jehož scénář napsal Richard Curtis, spolutvůrce Černé zmije.

## Filmografie
| Rok  | Název                           | Role                                   | Poznámky     |
| ---- | ------------------------------- | -------------------------------------- | ------------ |
| 1983 | Černá zmije                     | Lord Percy Percy                       |              |
| 1984 | Dobrodružství Sherlocka Holmese | John Clay/Vincent Spalding             | 1 epizoda    |
| 1985 | Městečko Wetherby               | John Morgan                            |              |
| 1986 | Černá zmije II                  | Lord Percy Percy                       |              |
| 1987 | Černá zmije Third               | Drchnička Rolní                        | Host         |
| 1989 | Viking Erik                     | Sven Berserkr                          |              |
| 1989 | Černá zmije IV                  | Kapitán Kevin Darling (Drahouš)        |              |
| 1993 | Mladý Indiana Jones             | Franz Kafka                            | 1 epizoda    |
| 1995 | Richard III                     | William Catesby                        |              |
| 1996 | 101 dalmatinů                   | Alonzo                                 |              |
| 1997 | Pravdivá pohádka                | John Ferret                            |              |
| 1999 | Notting Hill                    | Max                                    |              |
| 1999 | Makléř                          | Tony Hawes                             |              |
| 1999 | Černá zmije IV                  | Kevin Darling (Drahouš)                |              |
| 2000 | Mistr zázraků                   | Barabáš                                | pouze dabing |
| 2000 | 102 Dalmatinů                   | Alonzo                                 |              |
| 2001 | Císařovi nové šaty              | Dr. Lambert                            |              |
| 2002 | Don't Eat the Neighbours        | Terrapin                               |              |
| 2002 | Trial & Retribution VI série    | Eric Fowler                            |              |
| 2004 | MI5                             | Oliver Mace                            |              |
| 2004 | Spiknutí střelného prachu       | Robert Cecil, první Hrabě ze Salisbury |              |
| 2005 | Casanova                        | Dóže                                   |              |
| 2006 | Izolace                         | Richard                                |              |
| 2006 | The Line of Beauty              | Gerald Fedden                          |              |
| 2007 | Po(d)vedená charita             | Backman                                |              |
| 2008 | Doctor Who                      | Klineman Halpen                        | 1 epizoda    |
| 2008 | Agent Crush                     | Seržant/Operátor                       | pouze dabing |
| 2009 | Podfukáři                       | Soudce Anthony Kent                    |              |
| 2010 | Černá smrt                      | Hob                                    |              |
| 2010 | Vraždy v Midsomeru              | Hugh Dagleish                          |              |
| 2011 | Johnny English se vrací         | Patch Quartermain                      |              |
| 2011 | Law & Order: UK                 | Simon Bennett                          | 1 epizoda    |
| 2024 | Gladiátor II                    | Thraex                                 | postprodukce |